# Srbsko (Kněžmost)
Srbsko je malá vesnice, část obce Kněžmost v okrese Mladá Boleslav. Nachází se asi pět kilometrů severovýchodně od Kněžmostu. Ve vesnici pramení Kněžmostka. Srbsko je také název katastrálního území o rozloze 7,6 km².

## Historie
První písemná zmínka o vesnici pochází z roku 1543. Arnošt Muka uvádí, že dle lidové tradice v této vsi usídlil český král Václav IV. Lužické Srby, které odsoudil v roce 1408 v Budyšíně.

## Pamětihodnosti
- Usedlost čp. 3 (kulturní památka)

## Další fotografie

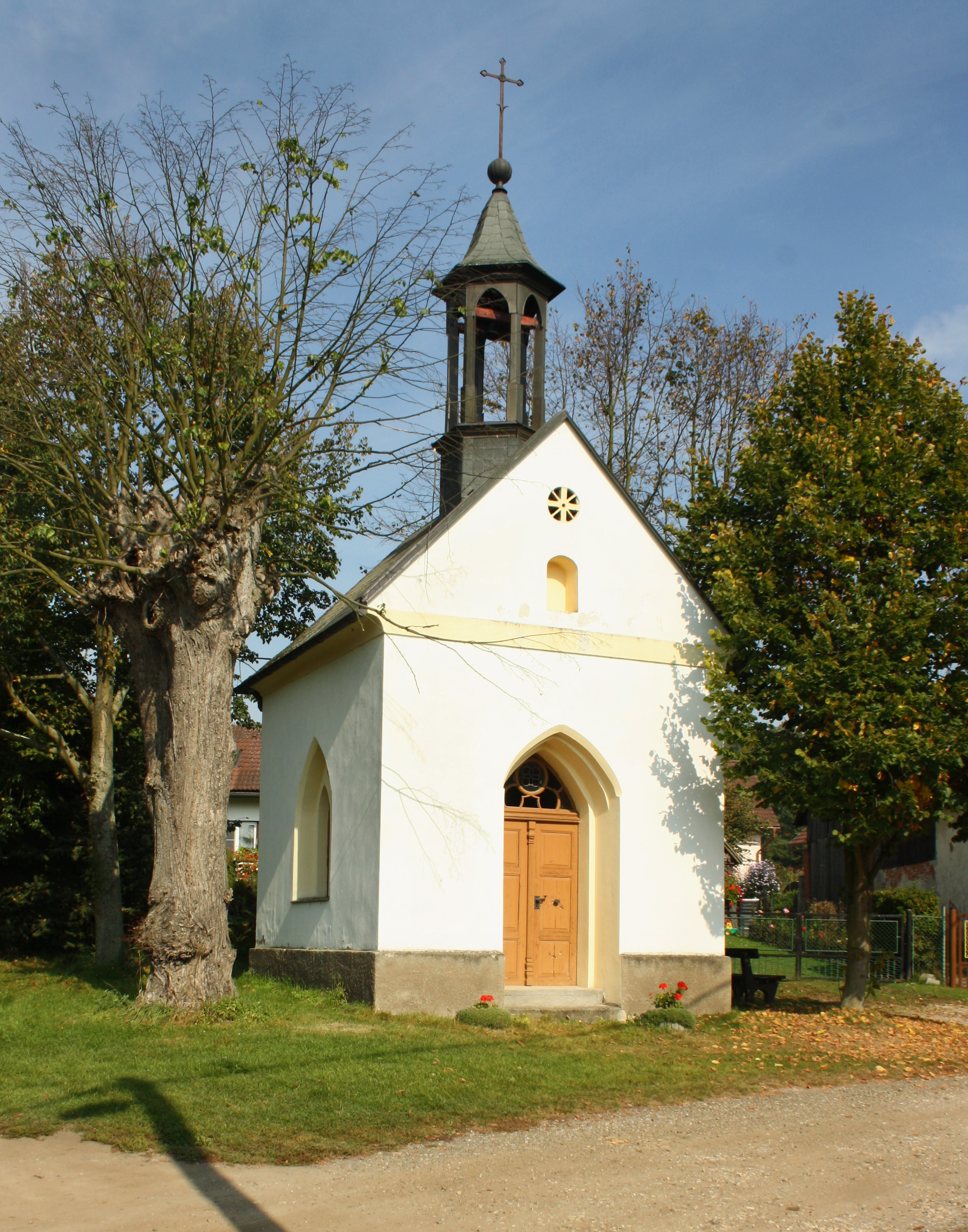
Kaplička na návsi
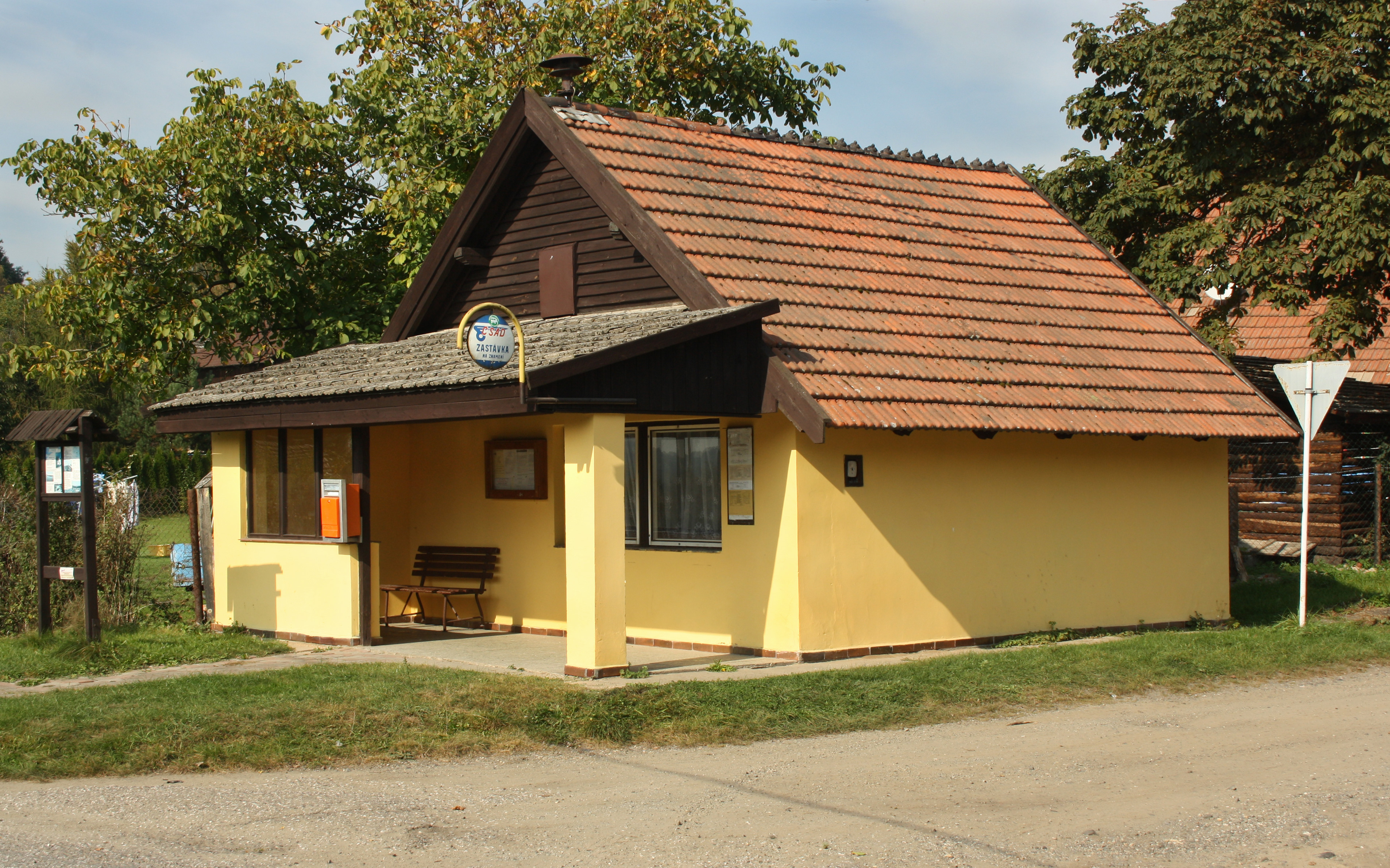
Zastávka v centru vesnice